# Università Commerciale Luigi Bocconi
Università Commerciale Luigi Bocconi är en privat handelshögskola i Viale Bligny i Milano i Italien, som grundades 1902 av handelsmannen Ferdinando Bocconi. Bocconi erbjuder grundutbildning, forskarutbildning och forskarutbildning inom områdena ekonomi, juridik, management, statsvetenskap och offentlig förvaltning. SDA Bocconi, universitetets handelshögskola, erbjuder MBA och Executive MBA-program
Bocconi University rankas konsekvent som ett av de bästa universiteten i Italien inom sina områden och som ett av de bästa i världen. År 2020 rankade QS World University Rankings universitetet som 7:e över hela världen och 3:e i Europa inom företags- och managementstudier, samt som 1:a inom ekonomi och ekonometri utanför USA och Storbritannien (16:e över hela världen).

## Historia
Bocconi University grundades 1902 av Ferdinando Bocconi och namngavs efter hans son, som dog i slaget vid Adwa under det första italiensk-etiopiska kriget. Universitetet var ursprungligen anslutet till ingenjörskolan Politecnico di Milano och införlivade en undervisningsmodell som baserades på vad som användes vid École Supérieure i Antwerpen.